# Задукабад
Задукабад (перс. ذادوق اباد) — село в Ірані, у дегестані Есфандан, у Центральному бахші, шахрестані Коміджан остану Марказі. За даними перепису 2006 року, його населення становило 72 особи, що проживали у складі 21 сім'ї.

## Клімат
Середня річна температура становить 12,21 °C, середня максимальна – 31,92 °C, а середня мінімальна – -11,27 °C. Середня річна кількість опадів – 275 мм.
| Клімат поселення                              | Клімат поселення | Клімат поселення | Клімат поселення | Клімат поселення | Клімат поселення | Клімат поселення | Клімат поселення | Клімат поселення | Клімат поселення | Клімат поселення | Клімат поселення | Клімат поселення | Клімат поселення |
| Показник                                      | Січ.             | Лют.             | Бер.             | Квіт.            | Трав.            | Черв.            | Лип.             | Серп.            | Вер.             | Жовт.            | Лист.            | Груд.            |                  |
| Середній максимум, °C                         | 7,84             | 10,48            | 15,26            | 20,37            | 24,60            | 31,35            | 31,92            | 30,75            | 26,30            | 21,16            | 14,27            | 8,35             |                  |
| Середня температура, °C                       | −1,71            | 0,92             | 5,71             | 10,82            | 15,04            | 21,79            | 25,44            | 24,28            | 19,84            | 14,68            | 7,82             | 1,89             |                  |
| Середній мінімум, °C                          | −11,27           | −8,62            | −3,84            | 1,26             | 5,48             | 12,25            | 18,98            | 17,82            | 13,36            | 8,21             | 1,34             | −4,57            |                  |
| Норма опадів, мм                              | 41               | 35               | 48               | 38               | 34               | 6                | 1                | 1                | 0                | 9                | 24               | 38               |                  |
| Середньомісячна швидкість вітру, м/с          | 1.93             | 2.00             | 3.07             | 3.16             | 2.71             | 2.58             | 2.62             | 2.50             | 2.36             | 2.22             | 1.97             | 1.45             |                  |
| Середньомісячна сонячна радіація, кДж/м²·день | 8812             | 12011            | 14502            | 18013            | 22157            | 26778            | 25944            | 23893            | 20645            | 15110            | 10775            | 8741             |                  |
| --------------------------------------------- | ---------------- | ---------------- | ---------------- | ---------------- | ---------------- | ---------------- | ---------------- | ---------------- | ---------------- | ---------------- | ---------------- | ---------------- | ---------------- |
| Джерело:                                      |                  |                  |                  |                  |                  |                  |                  |                  |                  |                  |                  |                  |                  |